# Sæwulf

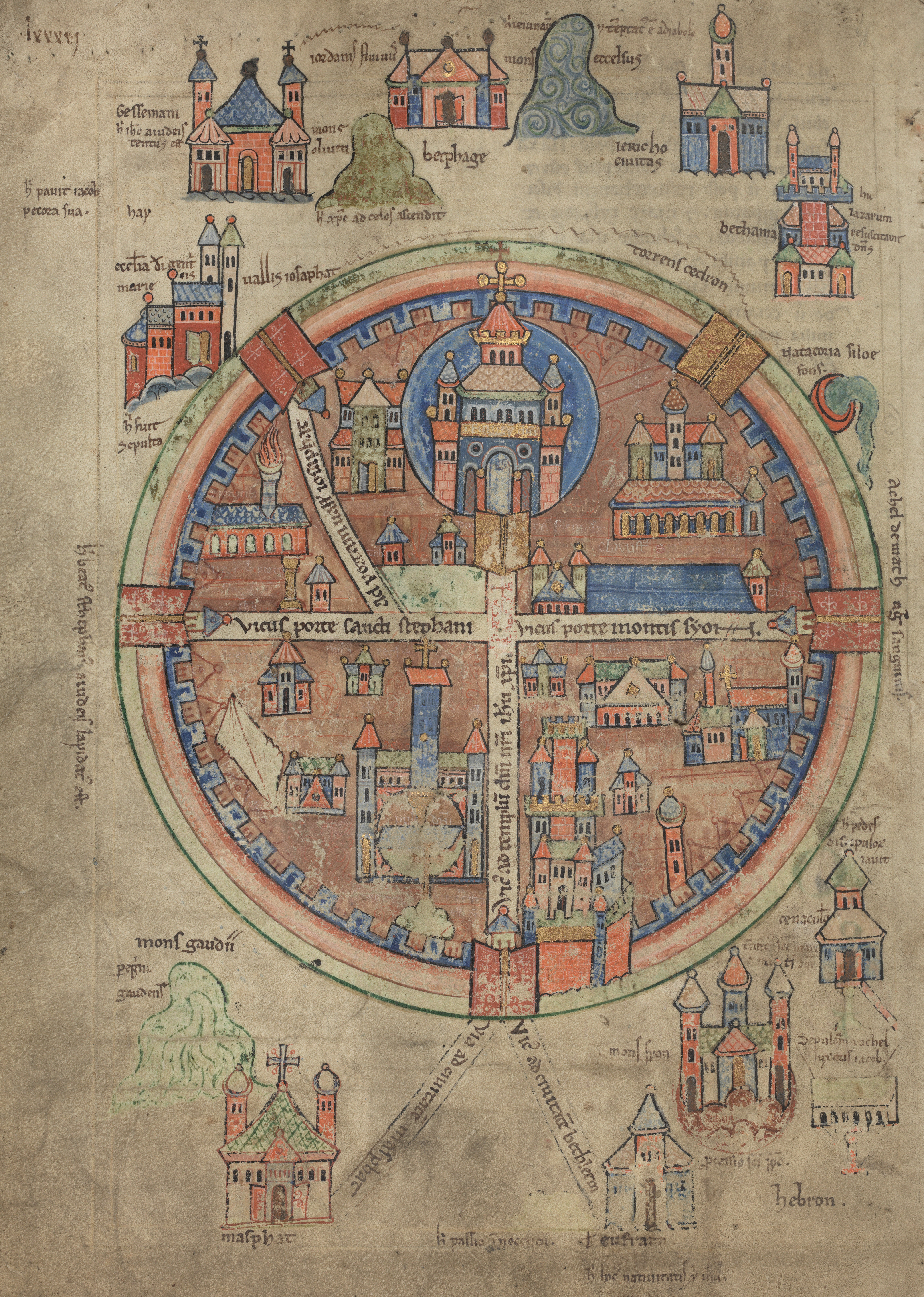
Stadtplan von Jerusalem (Manuskript, 12. Jahrhundert)

Sæwulf (bl. 1102–1103) war ein angelsächsischer Pilger, der kurz nach der Eroberung Jerusalems durch die Kreuzfahrer (1099) die Stadt besuchte.
Über sein Leben ist abgesehen vom Pilgerbericht nichts bekannt. Er schrieb literarisch anspruchsloses Latein in der Absicht, einer Leserschaft, die weit vom Heiligen Land entfernt wohnte, Jerusalem und die Pilgerziele im Judäischen Bergland und in Galiläa zu beschreiben.

## Pilgerreise
Aus den militärischen Verhältnissen in Palästina, die Sæwulfs Bericht voraussetzt, lässt sich auf den Zeitraum der Pilgerreise rückschließen. Sæwulf gehörte einer Pilgergruppe an, die ab Monopoli (bei Bari) auf dem Seeweg reiste. Am 13. Juli 1102 legte ihr Schiff ab. Über Korinth, Rhodos und Zypern wurde Joppe erreicht. 
Die Pilger waren nach Bestehen eines Seesturms froh, an Land zu gehen. Doch die zweitägige Reise nach Jerusalem führte sie durch eine gefährliche Gegend. Man sah unbestattete Leichen und musste im felsigen Gelände selbst mit einem Hinterhalt der Sarazenen rechnen.
Durch das Jaffator (damals Davidstor) zog die Gruppe in Jerusalem ein und begab sich geradewegs in die Grabeskirche, deren Kapellen und Heiligtümer in Sæwulfs Bericht gewürdigt werden. Vorbei an S. Maria Latina führte die Stadtbesichtigung Sæwulf zum Tempelgelände und weiter zur Annenkirche, S. Maria im Tal Josaphat und nach Gethsemane. Sæwulf wanderte hinaus bis auf die Höhe des Ölbergs und danach zum Zionsberg. Er sah das Kloster des heiligen Sabas und die Geburtskirche in Bethlehem. Als Nächstes erwähnte er die Lazaruskirche in Bethanien und den Jordan. Hebron, Nazareth und der Berg Tabor sind die folgenden Stationen der Pilgerreise. Am See Genezareth besuchte Sæwulf verschiedene Pilgerstätten. Er sah die Jordanquellen bei Caesarea Philippi. 
Nach Absolvieren dieser Rundreise begab sich Sæwulfs Pilgergruppe wieder nach Joppe, wo sie am Pfingsttag (17. Mai) 1103 ein Schiff bestieg, das sie in die Heimat bringen sollte. Aus Furcht vor der sarazenischen Flotte wagte man die Überquerung des Mittelmeeres nicht, sondern segelte in Küstennähe. Nahe Akko traf man wirklich auf feindliche Schiffe, die sich auf Bogenschussweite näherten. Zwei begleitende Pilgerschiffe machten sich davon, so dass Sæwulfs Schiff eine leichte Beute für die Sarazenen schien. Jedoch die etwa zweihundert kampffähigen Pilger an Bord waren zur Verteidigung entschlossen und besetzten das Kastell mit Bewaffneten. Als die Sarazenen diese Vorbereitungen beobachteten, drehten sie ab. So konnte das Pilgerschiff seine Fahrt nach Zypern fortsetzen, und auch eine Begegnung mit Piraten ging glimpflich aus. Dann segelte man an der kleinasiatischen Küste entlang und erreichte Konstantinopel im September 1103, womit Sæwulfs Manuskript abbricht.

## Identifizierung
Es ist möglich, dass der Pilger Sæwulf identisch ist mit dem bei Wilhelm von Malmesbury erwähnten Kaufmann Sæwulf, der aus Worcester stammte und am Ende seines Lebens dem Konvent von Malmesbury beitrat.

## Überlieferung
Von Sæwulfs Pilgerbericht (Relatio de peregrinatione Saewulfi ad Hierosolymam et Terram Sanctam) ist nur ein Exemplar erhalten, das im Corpus Christi College, Cambridge, aufbewahrt wird (MS 111).

## Ausgaben
- Robert B. C. Huygens: Peregrinationes tres (= Corpus Christianorum Continuatio mediaevalis Band 139). Brepols, Turnholt 1994, ISBN 978-2-503-04391-3.[1]

- Palestine Pilgrims’ Text Society (Hrsg.): Saewulf. Lateinischer Text und englische Übersetzung von Canon Brownlow. London 1892.